# Trenhotel Lusitania
A Trenhotel Lusitania egy éjszakai vasúti járat volt a spanyol főváros, Madrid és a portugál főváros, Lisszabon között. Az első járat 1995-ben indult és a COVID világjárvány miatt 2020. március 17-én szűnt meg a szolgáltatás.

## A szerelvény
Mivel útja nagy részét nem villamosított vasútvonalakon tette meg, így Spanyolországban is szükséges volt egy mozdonycsere, továbbá a spanyol-portugál határon is még egy további. Spanyol szakaszon a villamos mozdony a RENFE 252 sorozat volt, majd ezt cserélték a dízel RENFE 334 sorozatra, végül a portugál szakaszt a portugál államvasút CP 5600 sorozatú villamos mozdonyával fejezte be.
A COVID-19 járvány okán a vonat 2020. március 17. óta nem közlekedik, így Madrid és Lisszabon között jelenleg nincsen közvetlen vasúti összeköttetés.

## Útvonal
A Trenhotel Lusitania útvonala:
| Madrid-Chamartín · Ávila · Medina del Campo · Salamanca · Ciudad Rodrigo · Fuentes de Oñoro · Villar-Formoso · Guarda · Celorico da Beira · Mangualde · Santa Comba-Dao · Coimbra · Pombal · Caxarias · Entroncamento · Lisszabon-Estación Oriente · Lisszabon-Santa Apolónia |

## Képgaléria

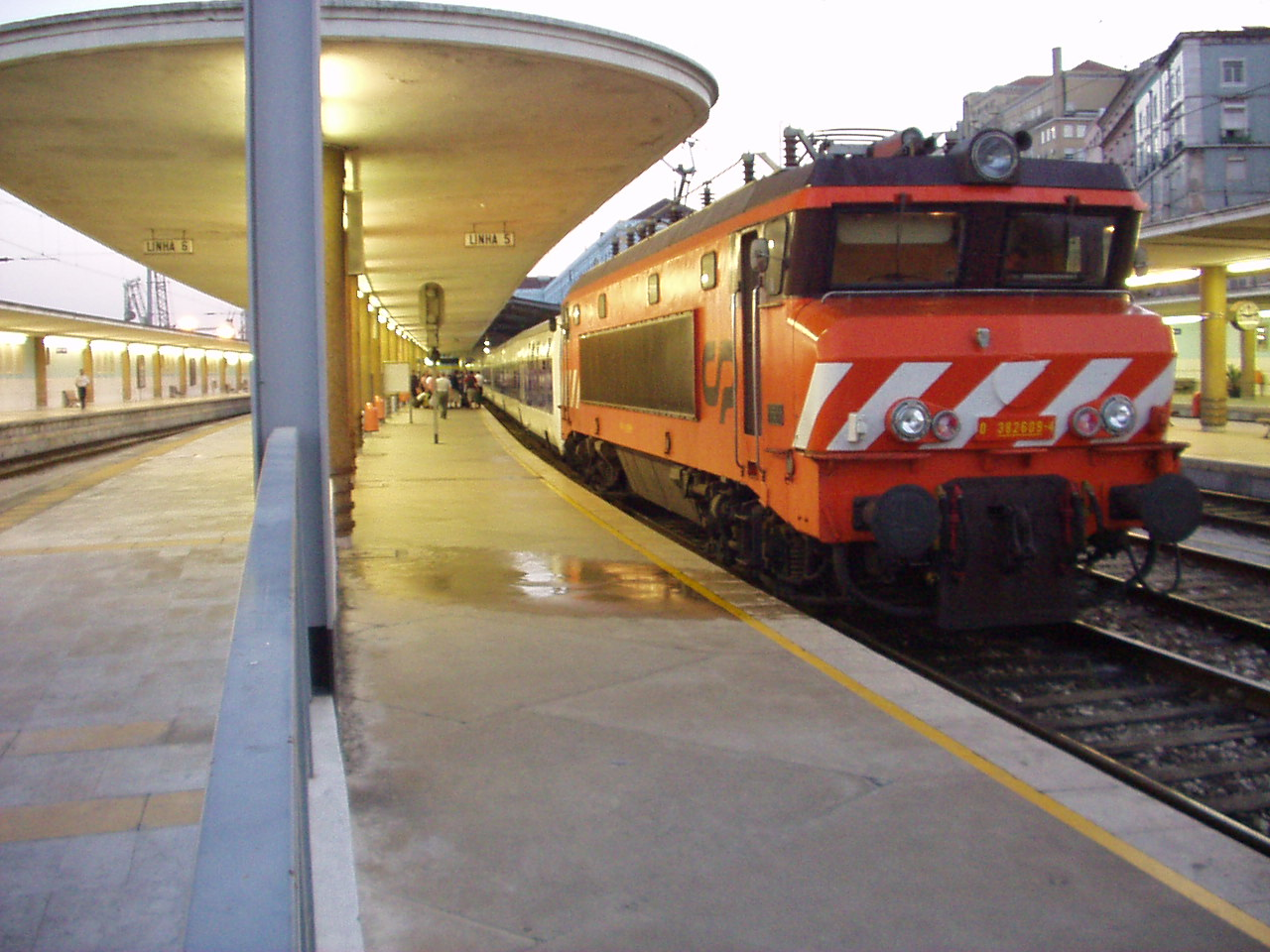
A Trenhotel Lusitania Santa Apollónia állomáson
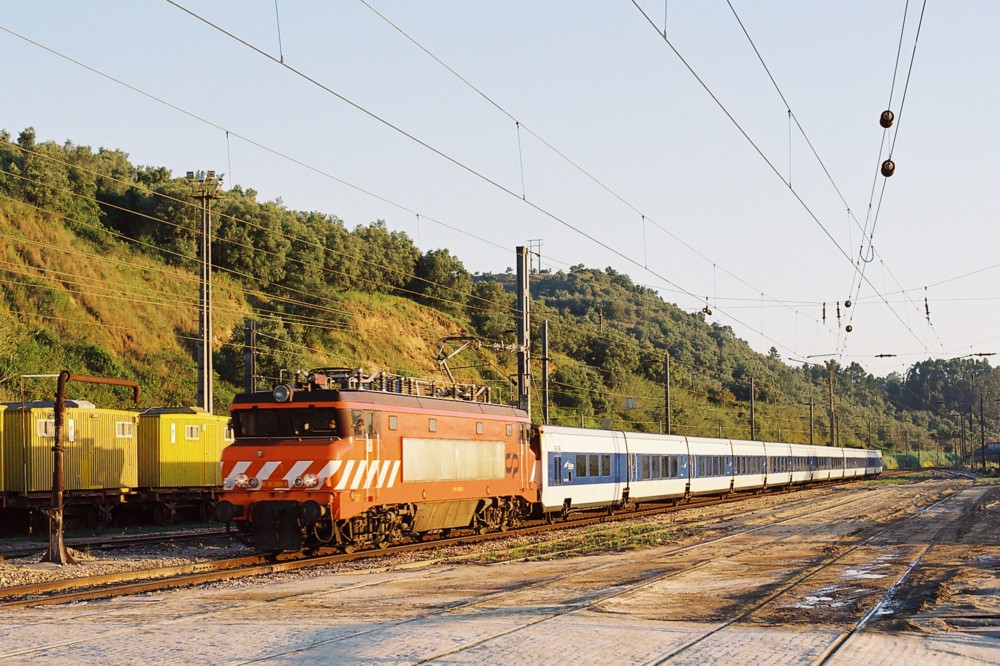
A járat Portugáliában 2004 áprilisában
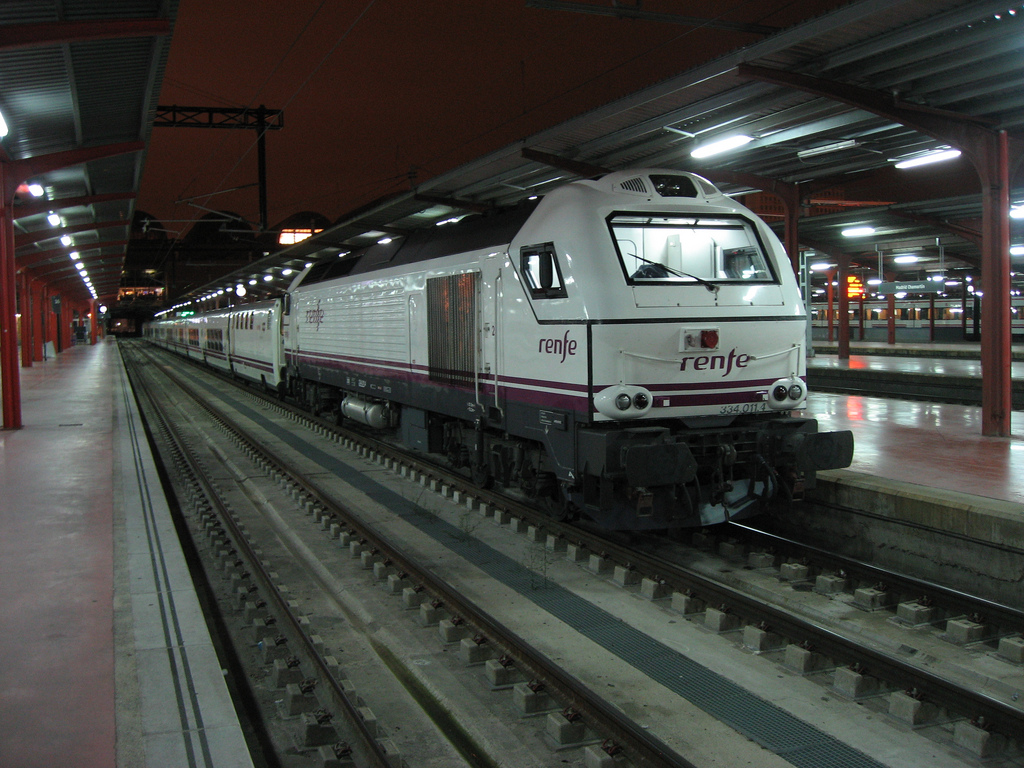
Madrid Chamartin állomáson
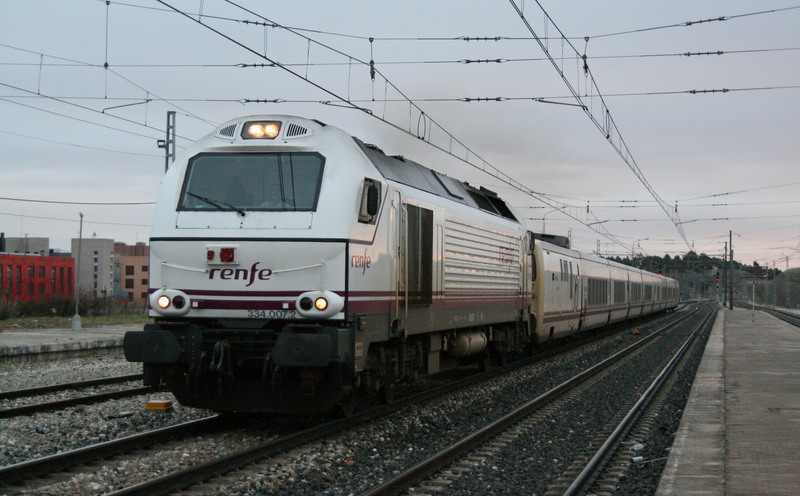
Estacion de O´Donnell
- Videó az áthaladó vonatról